# Teoria dominoului

O ilustraţie grafică a teoriei dominoului, care prezice evenimentele care vor urma în Asia

„Teoria dominoului” a fost o teorie definitorie a Războiului Rece în anii 1950 - 1980, promovat la acea vreme de guvernul SUA, în special cu privire la Indochina, care a speculat că, dacă un stat într-o regiune va intra sub influența comunismului, țările din jur ar urma și ele să cadă sub influența acestuia, într-un efect de domino. Teoria dominoului a fost folosită de către administrațiile succesive ale Statelor Unite ale Americii în timpul Războiului Rece pentru a justifica necesitatea unei intervenții americane în unele locuri din lume.
Teoria dominoului a fost utilizată prima dată de președintele Eisenhower la 7 aprilie 1954 la o conferință de presă. În opinia sa dacă în Indochina comuniștii ajung la putere, vor ocupa apoi pe rând Burma, Thailanda și Indonezia. Prin aceasta vor obține un avantaj strategic și vor fi în stare să cucerească Japonia, Taiwan, Filipinele, Australia și Noua Zeelandă.
Teoria a fost folosită apoi și de următorii președinți care i-au succedat lui Eisenhower: John F. Kennedy, Lyndon B. Johnson și Richard Nixon printre altele pentru a justifica participarea SUA în Războiul din Vietnam.
Teoria dominoului mai are o concepție mai puțin răspândită în presa occidentală conform căreia dacă țările respective nu pot fi curățate complet de comuniști, trebuie să contrabalanseze situația, asemănător împărțirii dominourilor în două părți, cum sunt de exemplu țările divizate RFG-RDG, Coreea de Nord-Coreea de Sud, respectiv China-Taiwan.

## Istoric
În 1945, Uniunea Sovietică a adus cele mai multe dintre țările din Europa de Est și Europa Centrală sub influența sa, ca parte a acordului de după Al Doilea Război Mondial, determinându-l pe prim-ministrul britanic Winston Churchill să declare într-un discurs în 1946, la Westminster College, în Fulton, Missouri, că:
| “ | De la Stettin în Baltică la Trieste în Adriatică o "cortină de fier" a coborât peste Continent. În spatele acestei linii se află toate capitalele statelor din Europa Centrală și de Est. Varșovia, Praga, Budapesta, Belgrad, București și Sofia; toate aceste orașe faimoase și populațiile acestor țări se află în ceea ce trebuie să numesc sfera de influență sovietică, și toate sunt supuse, într-o formă sau alta, nu numai influenție sovietice, dar într-o măsură foarte mare se află și sub controlul Moscovei. | ” |

Ca urmare a Crizei Iranului din 1946, Harry Truman a declarat în 1947, ceea ce a devenit cunoscut sub numele de Doctrina Truman,  promițând să acorde ajutor financiar Greciei, în timpul Războiului Civil Grec și Turciei după al Doilea Război Mondial, în speranța că acest lucru ar împiedica avansarea comunismului în Europa de Vest. Mai târziu în același an, diplomatul George F. Kennan a scris un articol in revista Foreign Affairs (Afaceri Externe), care a devenit cunoscut sub numele de „Articolul X", care a definit pentru prima oară politica de îngrădire, argumentând că răspândirea în continuare a comunismului în țări din afara unei așa-numite „zonă tampon" în jurul URSS, chiar dacă aceasta are loc prin alegeri democratice, este inacceptabil și prezintă amenințare la adresa securității naționale a SUA. Kennan a fost, de asemenea implicat, împreună cu alții, în timpul administrației Truman, în crearea Planului Marshall, care a început, de asemenea, în 1947, fiind menit să ofere ajutor țărilor din Europa de Vest (împreună cu Grecia și Turcia), în mare parte, cu speranța de a feri de a ajunge sub dominație sovietică . 
În 1949, un guvern comunist, condus de Mao Zedong, a fost instaurat în China (care a deveni oficial Republica Populară Chineză). Instalarea noului guvern a avut loc după ce Armata de Eliberare a Poporului a învins Guvernul Naționalist Republican Chinez, în urma Războiului Civil Chinez (1927-1949). Războiul a dat naștere a două țări - cea continentală „China comunistă" (Republica Populară Chineză) și „China Naționalistă" din Taiwan (Republica Chineză). Preluarea de către comuniști a națiunii cel mai populate din lume, a fost considerat în Occident ca o mare pierdere strategică, fapt ce a determinat să se pună întrebarea, cunoscută de public la momentul respectiv: „Cine a pierdut China?"  Ca urmare, Statele Unite a rupt ulterior relațiile diplomatice cu China, ca răspuns la preluarea comunistă în 1949.